# Lompolonperänvaara
Lompolonperänvaara är ett naturreservat i Pajala kommun i Norrbottens län.
Området är naturskyddat sedan 2009 och är 0,6 kvadratkilometer stort. Reservatet omfattar berget Lompolonperänvaara. Reservatet består av urskogsartad tallskog.   